# Curcuma decipiens
Curcuma decipiens är en enhjärtbladig växtart som beskrevs av Nicol Alexander Dalzell. Curcuma decipiens ingår i släktet Curcuma och familjen Zingiberaceae. Inga underarter finns listade i Catalogue of Life.